# Кальвиньо, Надия
На́дия Мари́я Кальви́ньо Сантамари́я (исп. Nadia María Calviño Santamaría; род. 3 октября 1968, Ла-Корунья) — испанский экономист и государственный деятель. С 12 июля 2021 года — первый заместитель председателя правительства Испании, с 21 ноября 2023 года — министр экономики, торговли и бизнеса Испании. Председатель Международного валютно-финансового комитета (IMFC) с 2021 года. В прошлом — министр по экономическим вопросам и цифровым преобразованиям (2020—2023), второй (2021) и третий (2020—2021) заместитель председателя правительства, министр экономики и предпринимательства (2018—2020), чиновник Европейского союза. С 2014 по 2018 год занимала в Европейской комиссии пост генерального директора по бюджетным вопросам.

## Биография
Родилась 3 октября 1968 года в Ла-Корунье. Надия Кальвиньо родилась в семье адвоката Хосе Марии Кальвиньо (род. 1943), генерального директора государственной компании Radio Televisión Española в 1982—1986 годах. 
Когда Надии было 5 лет, семья переехала в Мадрид.
В 1991 году окончила экономический факультет Мадридского университета Комплутенсе, в 2001 году — юридический факультет Национального университета дистанционного образования (UNED).
Работала генеральным директором антимонопольной службы.
Проработав более десятилетия в Министерстве экономики Испании, в 2006 году перешла на работу в Европейскую комиссию, где занимала должности заместителя генерального директора по конкуренции и заместителя генерального директора в генеральном директорате по внутреннему рынку, а также заместителя генерального директора отдела финансовых услуг. С 2014 года занимала должность генерального директора по бюджетным вопросам при европейском комиссаре по цифровой экономике Гюнтере Эттингере. Кальвиньо также занималась преподавательской деятельностью в Университете Комплутенсе.
13 января 2020 года Надия Кальвиньо вступила в должности второго заместителя председателя правительства и министра по экономическим вопросам и цифровым преобразованиям Испании. В марте 2020 года во время пандемии коронавируса Кальвиньо объявила о пакете мер для борьбы с экономическими последствиями коронавируса в стране в размере 200 миллиардов евро: в том числе кредиты и гарантии для самозанятых, а также для малых, средних предприятий и крупных компаний.
31 марта 2021 года стала вторым заместителем председателя правительства после ухода из правительства Пабло Иглесиаса.
12 июля 2021 года стала первым заместителем председателя правительства, сменила Кармен Кальво, которая покинула правительство из-за разногласий с министром равенства Ирене Монтеро.
В 2021 году избрана председателем Международного валютно-финансового комитета (IMFC).
21 ноября 2023 года назначена первым заместителем председателя правительства Испании и министром экономики, торговли и бизнеса Испании в третьем кабинете Педро Санчеса.
Избрана президентом Европейского инвестиционного банка. 1 января 2024 года сменит Вернера Хойера. Первая женщина на этой должности.
Владеет английским, французским, немецким, галисийским и испанским языками. Мать четверых детей. Увлекается кинематографом 1950-х и кулинарией.